# Tatort: Frauenmorde
Frauenmorde ist ein Fernsehfilm aus der Kriminalreihe Tatort der ARD und des ORF, der vom Hessischen Rundfunk produziert wurde. Die Erstausstrahlung im deutschen Fernsehen erfolgte am 9. März 2003. Bei ihrem zweiten gemeinsamen Einsatz fahnden die Frankfurter Ermittler Dellwo und Sänger nach einem voyeuristisch veranlagten Serienkiller.

## Handlung
In der Bahn muss sich Sänger mit einem aggressiven Fahrgast auseinandersetzen. Er bedroht die Mitreisenden mit einem Messer und beschimpft sie. Als er ein kleines Kind einschüchtern will, geht Sänger dazwischen. Dabei wird sie leicht verletzt und der Rowdy flüchtet. Allerdings hat er sich dabei Sängers Handtasche mit allen Papieren darin bemächtigen können. Da auch ihr Handy in der Tasche war, kann sie den Anruf zum nächsten Einsatz nicht erhalten. Dellwo ist sehr verwundert, als er sie informieren will und eine Männerstimme an Sängers Apparat vernimmt, die dann auch noch meint: „Ich hab sie tot gemacht.“ Sänger findet zufällig den Einsatzort allein, da sie spät abends mit der Bahn direkt an der Fundstelle vorbeifährt und die KTU entdeckt, die schon bei der Arbeit ist. Sie begibt sich dorthin und nimmt mit Dellwo die Ermittlungen auf. Es handelt sich um eine tote Frau, der sowohl der Kopf als auch Beine und Hände abgetrennt wurden. Da Kopf und Hände fehlen, ist die Identifizierung schwierig, doch Sänger erinnert sich an einen Mann, der am Nachmittag seine Frau als vermisst melden wollte und sehr besorgt war. Über einen DNA-Abgleich wird tatsächlich Ingeborg Karp als Opfer bestätigt. Die Familie wohnt ins Dellwos Nachbarschaft und so klopft Herr Karp spät in der Nacht bei ihm, weil er jemanden sucht, der auf die Kinder aufpasst, weil er zur Polizei kommen soll. Man hat den Wagen seiner Frau gefunden und deshalb soll er sich umgehend dort melden.
Kruschke stellt fest, dass Frau Karp Fahrtenbuch geführt hat, doch gibt es Ungereimtheiten zum tatsächlichen Tachostand. Laut Angabe von Herrn Karp war seine Frau zuletzt beim Yoga, was aber anhand der wirklich gefahrenen Kilometer nicht sein kann. So stellt sich heraus, dass Ingeborg Karp anstatt zum Yoga zu einem Stundenhotel gefahren ist. Dellwos Frau Steffi, die dabei ist, sich von ihrem Mann Fritz zu trennen, gibt in dem Fitness-Studio ebenfalls Yoga-Kurse. Daher kennt sie auch Ingeborg Karp und weiß, dass die sich über ein Internetportal zu einem Blind-Date verabredet hatte. Die Chefin des Fitness-Studios Kathy Richter hatte Karp somit ihrem Mann gegenüber ein falsches Alibi gegeben. Da sie jetzt aber selber verschwunden ist, kann sie nicht dazu befragt werden.
Staatsanwalt Scheer hat für diesen brisanten Fall eine Soko unter Leitung von Fromm einberufen. BKA-Oberrat Wimmer nimmt daran teil und erklärt, dass FBI-Agent Gordon seit vier Jahren auf der Jagd nach einem Serienmörder ist. Der aktuelle Mordfall entspricht genau dem Schema der anderen Morde, damit bekommt der Frankfurter Fall eine internationale Dimension. Gordon, der ebenfalls anwesend ist, erläutert sechs Fälle, bei denen die Opfer ähnlich verstümmelt aufgefunden wurden, immer in der Nähe internationaler Flughäfen in den USA, Kanada und Thailand. Alle diese Flughäfen sind mit Frankfurt per Direktflug verbunden. Möglicherweise stammt der Mörder sogar aus Frankfurt und ist beruflich international unterwegs.
Auf der Suche nach Hinweisen zum Verbleib von Kathy Richter sehen sich die Ermittler im Wohnhaus der Richters um und entdecken einen Hobbyraum mit sadomasochistischen Artikeln, Videowand und unzähligen Sexvideos. Richter wird verhört. Er ist beruflich viel unterwegs und gibt zu, ungewöhnliche Sexpraktiken mit seiner und auch anderen Frauen, wie zum Beispiel mit Ingeborg Karp, gehabt zu haben. Meist haben sie das Ganze dann auch gefilmt. Zur Tatzeit des letzten Mordes war er jedoch nachweislich im Ausland.
Am nächsten Tag findet Dellwo einen Umschlag mit einem Video vor seiner Haustür. Dieses zeigt Ingeborg Karp bei ihrem Treffen mit ihrem Mörder, der die Tat gefilmt hat. Anhand der Aufnahmen meint Sänger das Hotel zu kennen, in dem die Aufnahme gemacht wurde. Sie sieht sich mit Dellwo dort um und sie sind sich sicher, dass Ingeborg Karp hier ihrem Mörder begegnet sein muss. Über das Internetportal, das auf Karps Computer gespeichert ist, bekommt Sänger Kontakt zu ihm. Er fordert ihre Handynummer und will sich bei ihr melden.
Wimmer ermittelt inzwischen einen Steward in Frankfurt, der als Täter in Frage kommt. Die Durchsuchung seiner Wohnung ergibt tatsächlich, dass die Polizei auf der richtigen Spur ist. Ganz offensichtlich hat er seine Opfer ausgiebig beobachtet und überwacht. Jetzt, da er weiß, dass die Polizei ihm auf den Fersen ist, legt er falsche Fährten und schafft es, Sänger allein zu einem Date zu bestellen. Dellwo hatte zu ihrem Schutz im Außenbereich Stellung bezogen, wurde aber durch einen mysteriösen Anruf nach Hause gelockt. Der Mörder schaltet auch Kruschke aus, der Sänger im Hotel bewachen sollte, und lockt sie in ein Hotelzimmer. In dem Moment, als er sich Sänger nähert, gelingt es ihr, ihn zu überwältigen.
Dellwo hat zwischenzeitlich in seinem Garten eine in Müllsäcke verpackte Leiche gefunden und fürchtet, dass es sich dabei um seine Frau handelt. In diesem Moment kommt Steffi Dellwo jedoch zu seiner Erleichterung mit dem Hund ins Haus. Bei der Leiche handelt es sich um Kathy Richter, die ebenfalls vom Serienmörder umgebracht und in Dellwos Garten abgelegt wurde.

## Hintergrund
Der Film wurde vom Hessischen Rundfunk in Frankfurt am Main und der Umgebung von Frankfurt gedreht.

## Rezeption

### Einschaltquoten
Die Erstausstrahlung von Frauenmorde wurde am 9. März 2003 in Deutschland von insgesamt 7,39 Millionen Zuschauern gesehen und erreichte einen Marktanteil von 20,10 Prozent für Das Erste.

### Kritik
Tilmann P. Gangloff stellt zu diesem Film fest: „Neben der ungewöhnlichen Geschichte beeindruckt der hessische ‚Tatort‘ vor allem durch die Kompaktheit seiner Hauptfiguren. […] Stein [hat] die Atmosphäre innerhalb der ‚SoKo‘ mit ihren gedankenlosen Zynismen und dem alltäglichen Sexismus in vielen Details überaus authentisch eingefangen; auch dies ist für einen ‚Tatort‘-Krimi durchaus atypisch.
Das gilt nicht minder für die Brutalität des Falles, die nicht nur die Grenzen des guten Geschmacks bisweilen überschreitet. Auch wegen der geschilderten und teilweise sogar sichtbaren sexuellen Praktiken ist der Film für Kinder alles andere als geeignet.“
Die Kritiker der Fernsehzeitschrift TV Spielfilm meinen, dieser Tatort zeichnet „Abgründe unerfüllter Liebeslust.“ Der Film bietet „lebensnahe Momente, gut gezeichnete Figuren und echte Hochspannung!“